# Montes de Loreto
Montes de Loreto är en ort i Mexiko.   Den ligger i kommunen San Miguel de Allende och delstaten Guanajuato, i den centrala delen av landet, 240 km nordväst om huvudstaden Mexico City. Montes de Loreto ligger 1 963 meter över havet och antalet invånare är 510.
Terrängen runt Montes de Loreto är platt åt nordväst, men åt sydost är den kuperad. Terrängen runt Montes de Loreto sluttar västerut. Runt Montes de Loreto är det ganska tätbefolkat, med 96 invånare per kvadratkilometer. Närmaste större samhälle är San Miguel de Allende, 2,1 km sydväst om Montes de Loreto. Trakten runt Montes de Loreto består i huvudsak av gräsmarker.